# Xã Richwoods, Quận Peoria, Illinois
Xã Richwoods (tiếng Anh: Richwoods Township) là một xã thuộc quận Peoria, tiểu bang Illinois, Hoa Kỳ. Năm 2010, dân số của xã này là 6.089 người.